# Slaget ved San Sebastian
 Slaget ved San Sebastian (fransk: La Bataille de San Sebastian, italiensk: I cannoni di San Sebastian, spansk: Los cañones de San Sebastián) er en spaghettiwestern fra 1968 instrueret af Henri Verneuil. Filmen er en produktion mellem Frankrig, Italien og Mexico. I hovedrollerne finder vi Anthony Quinn, Anjanette Comer og Charles Bronson.

## Handling
Handlingen i denne westernfilm foregår i Mexico i 1746. Oprøren Leon Alastray bliver såret, og reddes af politiet sammen med en præst (Jaffe). Sammen søger de tilflugt i den øde landsby San Sebastian som jævnligt terroriseres af indianere ledet af den halvt indianske Teclo (Bronson). 
Præsten bliver dræbt og Alastray erstatter ham. Alastray bliver gradvist besat af ønsket om at redde landsbyens folk, og knuse indianernes angreb. Men Alastray bliver jaget af det spanske hersker i Mexico.

## Roller
- Anthony Quinn : Leon Alastray
- Charles Bronson : Teclo
- Anjanette Comer: Kinita
- Jaime Fernandez : Lance d'or
- Sam Jaffe : Fader Joseph
- Silvia Pinal: Félicia
- Fernand Gravey : Guvernøren
- Pedro Armendariz Jr. : Lucas
- Ivan Desny : Oberst Calleja
- Rosa Furman : Agueda